# 川手城
川手城（かわてじょう）は、岐阜県岐阜市正法寺町にあった南北朝時代から戦国時代の日本の城。別名革手城。

## 歴史
美濃源氏の一族の土岐氏の第3代守護職、土岐頼康は、信濃国、伊予国平定の功により、美濃国・尾張国・伊勢国の3ヶ国の守護職となった。
文和2年（1353年）手狭となった長森城に代わり、約3km西に川手城を築城した。以降第11代土岐頼芸までの本拠地となった。
城の西側は、京と東国を結ぶ東山道に近く、東側は天正14年（1586年）まで尾張国との国境であった古木曽川に接していた。土岐頼康としては、川手城を拠点とすることで、美濃国と尾張国、そして古木曽川の水運を利用して河口の伊勢国桑名へ到ることで、3ヶ国の支配を行うための拠点とした。
文和2年（1353年）、長森城が手狭になったため、土岐頼康は川手城を築城してそこに移り、長森城は土岐直詮が城主となった。土岐氏は以後、川手城を本拠地とした。
旧木曽川（現在の境川）と荒田川に挟まれた自然の要塞といってよい地に築かれた城郭であった。城郭といっても、広大な敷地に神社・仏閣等を設置し、本殿は御殿風の建物であった。戦う城でなく、住居としての城である。
応仁元年（1467年）、応仁の乱により都から逃げ延びた公家らが、当時の守護職で力のあった土岐氏を頼り、川手に移住。これにより川手の地は都文化の花を咲かせることになる。当時その繁栄はかなりのものであり、西の山口（大内氏）東の川手と言われた。
しかし明応2年（1494年）、土岐氏の相続争いを発端とする船田の乱により、城は焼失する。後に再建されるが、
享禄3年（1530年）、土岐氏を追放した斎藤道三が稲葉山城に拠点を移したことにより廃城となった。
城下町である川手（現在の岐阜市上川手、下川手）は廃城後も斎藤道三等の加護で繁栄し、当時来日した宣教師等がその繁栄振りを書き残している。しかし、織田信長の時代には川手の町は殆ど岐阜に移り衰退した。
廃城後も土塁等が残っていたが、徳川家康の命により加納城の築城が開始されると、土塁の土は殆どが使われてしまった。

## 現状
- 済美高校の校内に石碑及び説明板があり、当時の土塁の一部も残っている。
- 石切神社（岐阜市下川手）は川手城の東北にあり、鬼門（東北）除けの守護神社であった。